# Lèvres collées

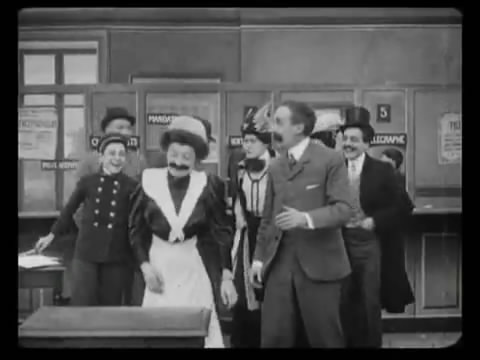
Max Linder (à droite)

Lèvres collées est un film muet français réalisé par un réalisateur non identifié, sorti en 1907.

## Synopsis
Comme Madame a peur des microbes elle se rend à la Poste avec sa femme de chambre, Victoire, afin qu'elle humecte la grosse pile de lettres qu'elle veut envoyer. Derrière se tient un homme qui est sous le charme de cette bouche active et vole un baiser. Seulement Victoire a tellement de colle sur les lèvres que le baiser devient un baiser collé.

## Fiche technique
- Titre : Lèvres collées
- Réalisation : non identifié
- Scénario :
- Société de production : Pathé Frères
- Pays d'origine :  France
- Langue : film muet avec les intertitres  en français
- Format : Noir et blanc — 35 mm — 1,33:1 — Muet
- Métrage : 50 mètres
- Genre : Comédie
- Durée : 1 minute et 40 secondes
- Dates de sortie :
  -  France : 26 janvier 1907

## Distribution
- Max Linder : un témoin